# Apate tuberculosa
Apate tuberculosa is een keversoort uit de familie boorkevers (Bostrichidae). De wetenschappelijke naam van de soort is voor het eerst geldig gepubliceerd in 1848 door Gistel.